# Eutrachelophis
Eutrachelophis — рід змій родини полозових (Colubridae). Представники цього роду мешкають в Південній Америці.

## Види
Рід Eutrachelophis нараховує 2 види:
- Eutrachelophis bassleri Myers & McDowell, 2014
- Eutrachelophis papilio Zaher & Prudente, 2019

## Етимологія
Наукова назва роду Eutrachelophis походить від сполучення слів дав.-гр. ευ — добрий, τραχηλος — шия і οφις — змія.